# Едно ферари с цвят червен
„Едно ферари с цвят червен“ е седмият албум на „Слави Трифонов“ и „Ку-ку бенд“.